# الوكالة الحكومية للتحقيق والحماية
الوكالة الحكومية للتحقيق والحماية (بالبوسنوية: Državna agencija za istrage i zaštitu)‏، هي وكالة الاستخبارات والتحقيقات الداخلية في البوسنة والهرسك، وتخضع للإدارة المُباشرة لوزارة الأمن في البلاد. يُشبه عمل هذه الوكالة ومهامها عمل كُل من مكتب التحقيقات الفيدرالي في الولايات المُتحدة و‌لجنة التحقيق الاتحادية في روسيا.

## روابط خارجية
- الموقع الرسمي للوكالة